# Selar crumenophthalmus
Selar crumenophthalmus är en fiskart som först beskrevs av Bloch, 1793.  Selar crumenophthalmus ingår i släktet Selar och familjen taggmakrillfiskar. Inga underarter finns listade i Catalogue of Life.